# Nenahnezad (Novo México)
Nenahnezad é uma Região censo-designada localizada no estado americano de Novo México, no Condado de San Juan.

## Demografia
Segundo o censo americano de 2000, a sua população era de 726 habitantes.

## Geografia
De acordo com o United States Census Bureau tem uma área de 9,3 km², dos quais 9,1 km² cobertos por terra e 0,2 km² cobertos por água.

## Localidades na vizinhança
O diagrama seguinte representa as localidades num raio de 24 km ao redor de Nenahnezad.